# Ochotnicza Milicja Antykomunistyczna
Ochotnicza Milicja Antykomunistyczna (wł. Milizia Volontaria Anti-Comunista, M.V.A.C.) – słoweńska ochotnicza formacja zbrojna podczas II wojny światowej podlegająca włoskim władzom okupacyjnym.
1 marca 1942 r. gen. Mario Roatta, dowódca włoskiej 2. Armii okupującej Słowenię i Chorwację, podjął decyzję o połączeniu antykomunistycznych jednostek słoweńskich w jedną formację. W sierpniu powstała z nich Milizia Volontaria Anti-Comunista. W jej skład weszły m.in. wiejskie milicje z Vaške Straže. Jednym z jej oddziałów była Legion Śmierci (Legija Smrti) złożona w większości ze słoweńskich czetników. W ramach MVAC Włosi zorganizowali cztery bataliony zwane „speciali”, które wespół z oddziałami włoskiej milicji faszystowskiej (tzw. czarnych koszul) prowadziły ofensywne działania przeciw komunistycznym partyzantom. 
W lutym 1943 r. liczebność MVAC wynosiła ponad 5 tys. ludzi zgrupowanych w 40 oddziałach (część źródeł podaje liczbę ponad 100 oddziałów). Oddziały MVAC liczyły po 100-250 ludzi i dzieliły się na plutony i drużyny. Na ich czele stali włoscy oficerowie (dowódca oddziału i jego zastępca), niższe stanowiska zajmowali b. oficerowie Królewskiej Armii Jugosławii. Członkowie MVAC składali przysięgę wierności Włochom. Nosili oni mundury armii jugosłowiańskiej z małym emblematem przedstawiającym pęk rózg (symbol włoskich faszystów) na kołnierzu. Na lewym ramieniu mieli niebieską opaskę z trójkątem jako symbolem stopnia wojskowego, po jego lewej stronie znajdowała się nazwa oddziału, a po prawej – nazwisko dowódcy. Na głowie nosili typowe nakrycie głowy rolników (jego górna część była czerwona dla katolików lub pomarańczowa dla prawosławnych, pośrodku było wyobrażenie czaszki z nożem w zębach na trójkolorowej włoskiej kokardzie). Indywidualne uzbrojenie członka MVAC składało się z karabinu ręcznego i 5 granatów; w użyciu były także karabiny maszynowe. 
Od końca lutego 1943 r. Włosi planowali przeorganizować MVAC i inne antykomunistyczne jednostki w silną i mobilną Słoweńską Armię Narodową (Slovenska Narodna Vojska) w sile ok. dwudziestu batalionów. Jednakże z powodu ogłoszenia zawieszenia broni przez Włochy 8 września plany te nie zostały ostatecznie zrealizowane. Po utracie włoskiej ochrony oddziały MVAC zostały zaatakowane przez komunistów i w większości rozbite. Pozostali ich członkowie zbiegli na obszary kontrolowane przez Niemców.